# Fredslund
Fredslund är en småort i Hassle socken i Mariestads kommun i Västra Götalands län. Orten har 136 invånare (2023).